# 香蘇散
香蘇散，中藥方劑名稱，用來治療腸胃型感冒。其症狀，除了怕冷怕風外，伴隨著腹部脹氣。

## 出處
本方劑有數個出處，處方也不甚相同，但所治療之症狀大同小異。
- 《太平惠民和劑局方》卷二：這是本方最常用的方劑組成，一般若無特別指名，多指此方。
- 《幼科金針》卷上
- 《世醫得效方》卷一
- 台灣衛生福利部中醫藥司處方

## 功用
治療胃腸型感冒。

## 辨症要點
可以從表症與氣滯二大症狀來分辨：
1. 外感表症：外感風寒，惡寒發熱，頭痛，無汗。
2. 氣積阻滯：本方所指之氣滯，以肝、脾系統所帶來的為主，主要表現在胸脘痞悶，不思飲食。[1]
3. 其他：苔薄白，脈浮。

## 方劑組成
- 《太平惠民和劑局方》卷二：香附子(四兩; 120g) 、紫蘇葉(四兩; 120g)、炙甘草 （一兩; 30g) 、陳皮(二兩; 60g)，每次服用 3錢（9克）。[2]
- 《幼科金針》卷上：香附、蘇葉、陳皮、甘草、柴胡、桂枝、防風、羌活、生薑。[註 2]
- 《世醫得效方》卷一：香附子（五兩；150克，炒，去毛)、紫蘇(二兩半；75克）、陳皮（二兩；60克）、 炙甘草（二兩；60克）、蒼朮（二兩；60克），每次服用3錢。[3][註 3]
- 台灣衛生福利部中醫藥司處方：香附子、蘇葉、陳皮、甘草、生薑、葱白。[註 4]

## 加減
本方有一味變方，為加味香蘇散，出自《醫學心悟》，即在原方外，再加荊芥（1錢）、秦艽（1錢）、防風（1錢）、蔓荊子（1錢）、川芎（半錢）、生薑（三片）而成。

## 外部連結
- 香蘇散 中藥方劑圖像數據庫 (香港浸會大學中醫藥學院) （中文）（英文）